# آنگودا (استان غربی، سری‌لانکا)
آنگودا (به لاتین: Angoda) یک منطقهٔ مسکونی در سری‌لانکا است که در استان غربی، سری‌لانکا واقع شده‌است.